# 聖何塞德庫斯馬帕
聖何塞德庫斯馬帕（西班牙語：San José de Cusmapa），是尼加拉瓜的城鎮，位於該國北部，由馬德里斯省負責管轄，面積130平方公里，海拔高度1,184米，2005年人口7,072，人口密度每平方公里54.4人。
13°17′N 86°39′W / 13.283°N 86.650°W